# Christina Quarles
Christina Quarles, née en 1985, est une artiste et écrivaine américaine contemporaine queer, vivant et travaillant à Los Angeles, dont les peintures gestuelles et abstraites confrontent les thèmes des identités raciales et sexuelles, du genre et de l'homosexualité. Elle est considérée comme à l'avant-garde d'une génération d'artistes des années 2000. Ses œuvres brisent les mœurs sociétales de classification physique par le genre,.

## Enfance
Quarles est née en 1985 à Chicago, dans l'Illinois d'une mère blanche et d'un père noir.
En 1991, après le divorce de ses parents, elle déménage avec sa mère à Los Angeles, en Californie, où elle continue de vivre et de travailler. Au lycée, elle rencontre Alyssa Polk, la femme qui devient plus tard son épouse.
Elle grandit en tant qu'enfant unique d'une mère célibataire et commence à dessiner dès son plus jeune âge. Elle suit son premier cours de dessin d'après modèle à l'âge de 12 ans. Au lycée, elle a développé des compétences et appris des techniques auprès de son professeur Joseph Gatto, qu'elle utilise toujours. « Il a parlé de la mémoire musculaire nécessaire au rendu de la forme », déclare-t-elle. « Avant de faire une marque, on traçait les mouvements pour dessiner la figure, avec juste de la poussière de fusain. Quand on commençait à dessiner, si on faisait une erreur, on ne l'effaçait pas, car cela renforcerait la mémoire musculaire ; au lieu de cela, vous devriez le revoir avec une nouvelle marque. »[réf. nécessaire].

## Éducation
Adolescente, Christina Quarles fréquente un lycée artistique à Los Angeles, le Los Angeles County High School for the Arts (en) (LACHSA). En 2007, elle obtient une licence en art et en philosophie à l'université du Hampshire. En 2016, elle est diplômée d'un master de pratiques artistiques en peinture à l'école d'art de Yale. La même année, Quarles effectue également une résidence à la Skowhegan School of Painting and Sculpture (en).

## Travail artistique
Les titres de ses œuvres évoquent une langue vernaculaire écrite et parlée. Ils renvoient parfois à ses propres poésies ou à des paroles de chansons.
Le contenu de son travail présente de nombreuses formes humaines déformées, souvent nues. Elle contorsionne et tord les corps, faisant interagir les membres avec les différentes couches/dimensions de l'œuvre, pour montrer une profusion de perspectives. Dans sa vie personnelle, son identité raciale et sexuelle de femme noire, queer et cisgenre est souvent mal comprise,,,. Quarles représente fréquemment des couples dans des poses érotiques, bien qu'improbables,. Avec ce vocabulaire visuel, Christina Quarles s'intéresse à l'expérience des identités complexes marquées par l'ambiguïté et le malaise de vivre dans des corps définis par d'autres. Une ambiguïté vécue par l'artiste elle-même en tant que métisse souvent identifiée à tort comme blanche. En représentant les corps dans leur vulnérabilité et sans référence de genre, elle recherche à présenter un nouveau regard et à faire émerger de nouvelles clés de compréhension.
En 2018, elle explique les liens entre son identité et son travail : « En tant que femme, en tant que personne queer, en tant que personne de couleur, il est important pour moi de ne pas perpétuer la consommation passive du corps. Mais c'est aussi ce que j'aime faire, peindre le corps. J'essaie donc de trouver des moyens de ne pas permettre une lecture passive. Je vois mon travail comme une exploration de l'ambiguïté de l'identité. Je vois mes figures comme se déplaçant entre les genres. J'ai tendance à représenter des seins dans mon travail, mais je vois cela plutôt comme une opportunité d'exprimer la gravité à travers cette chose étrange, charnue et grumeleuse. ».
En 2021, lors d'un entretien avec Jareh Das de Bomb Magazine, elle a décrit son travail ainsi : « Les personnages de mon travail sont peut-être des corps individuels se déplaçant dans le temps et l'espace ainsi qu'à travers leur perception d'eux-mêmes. Ils interagissent également avec leurs ombres. J'utilise le médium de la peinture, avec ses connotations historiques, pour activer quelque chose qui peut aller au-delà de la fixité. J'ai trouvé que la peinture est un médium très utile simplement parce qu'elle est tellement chargée par son histoire, ses règles et ses attentes. Cela reflète mon expérience de vie dans le corps que j'habite et dont, à certains moments, je m'écarte également en termes de norme et d'attente d'identité ou de moments où tout le système se montre et s'effondre. ».
Dans ses œuvres, elle utilise la méthode du dessin gestuel, elle retravaille ensuite via un ordinateur.

## Carrière artistique et expositions
En 2017, Quarles organise sa première exposition personnelle intitulée « It's Gunna Be All Right, Cause Baby, There Ain't Nuthin Left » au Skibum Macarthur à Los Angeles en Californie.
En 2017, Peter Schjeldahl du New Yorker assimile le travail de Quarles à celui des artistes Arshile Gorky et Willem de Kooning, décrivant son talent pour « adapter l'esthétique abstraite à la représentation charnelle ». Après que les œuvres de Quarles ont été exposées dans « Abstract/Not Abstract » dans le cadre de la Miami Art Week en 2017, le marchand d'art Jeffrey Deitch (en) déclare qu'il est « tout simplement abasourdi par sa peinture », ajoutant plus tard qu'il considérait Quarles comme « l'artiste le plus en vogue d'Amérique en ce moment ».
En 2017 et 2018, d'autres expositions notables sont organisées, comme « Fictions » au Studio Museum in Harlem et « Trigger : Gender as a Tool and a Weapon » au New Museum of Contemporary Art de New York. En 2018, son œuvre Made in LA (2018) est présentée au Hammer Museum de Westwood en Californie.
Entre décembre 2017 et janvier 2018, elle organise sa deuxième exposition personnelle intitulée « Baby, I Want Yew To Know All Tha Folks I am » (en français : « Bébé, je veux que Yew connaisse tous les gens que je suis »), à la galerie David Castillo à Miami, en Floride,.
Entre novembre 2018 et septembre 2019, le musée d'Art de Berkeley présente les œuvres de Christina Quarles dans l'exposition Matrix 271.
En 2019, elle est exposée à la galerie Albertine Monroe-Brown du centre des arts visuels de Richmond et à Kalamazoo. Ses œuvres sont incluses dans l'exposition collective itinérante « Young, Gifted, and Black: The Lumpkin-Boccuzzi Family Collection of Contemporary Art ».
En 2019 et 2020, elle est exposée pour la première fois en Europe, au Royaume-Uni, à la galerie avant-gardiste The Hepworth Wakefield.
En 2020, son travail est inclus dans l'exposition collective « My Body, My Rules » au Perez Art Museum Miami en Floride. L'exposition présente la diversité des pratiques et des thèmes de 23 artistes identifiées comme des femmes aux XXe et XXIe siècles, telles que Louise Bourgeois, Carolee Schneemann, Cindy Sherman, Lorna Simpson, Ana Mendieta, Mickalene Thomas et Wangechi Mutu,.
En 2021 et 2022, le musée d'Art contemporain de Chicago dédie une exposition à Christina Quarles. Le panel des œuvres présentées est plus complet que les expositions précédentes et reprend les œuvres les plus récentes de l'artiste.
En 2022, six tableaux de l'artiste sont inclus dans l'exposition « Le lait des rêves » de Cecilia Alemani à la Biennale de Venise, dans le Pavillon Central,, et au musée d'Art contemporain de Lyon dans le cadre de la biennale d'art contemporain.

## Reconnaissance et récompenses
En 2015, Christina Quarles reçoit la bourse Robert Schoelkopf de l'université Yale et en 2016 la bourse Rema Hort Mann pour les artistes émergents. En 2018, elle est nommée membre de « Artsy Vanguard », un groupe de 15 artistes déclaré « On the Rise » par Artsy.net. En 2019, elle reçoit le premier prix Pérez 2019 du Pérez Art Museum Miami. Dans un article publié par ARTnews, le musée rapporte s'être familiarisé avec la pratique artistique de Christina Quarles à travers une exposition présentée dans une galerie de Miami en 2017. Le musée acquiert l'œuvre intitulée Forced Perspective (And I Kno It's Rigged, But It's tha Only Game in Town), exposée lors de l'édition 2018 de la Biennale Made in LA au Hammer Museum de l'université de Californie à Los Angeles,.

## Marché de l'art
En 2022, le tableau de Quarles, Night Fell Upon Us Up On Us (2019), est vendu pour un montant record de 4,5 millions de dollars chez Sotheby's à New York.
L'artiste est représentée par Pilar Corrias et Hauser & Wirth. La galerie organise fin 2022 la première exposition dédiée à Quarles à New York, In 24 Days tha Sun’ll Set at 7pm .

## Publications
- (en) « Christina Quarles », dans Janelle Porter, Mike Kelley, Timeless Painting, Zurich/New York, Hauser & Wirth, 2019, p. 113
- (en) « Bacon aujourd'hui, Londres », Royal Academy of Arts Magazine, Londres, no 153,‎ hiver 2021, p. 50-51
- (en) « L'homme sous la douche à Beverly Hills », dans Helen Little, David Hockney, Moving Focus, Londres, Tate Publishing, 2021, p. 84-87